# Unión y Progreso Número Dos
Unión y Progreso Número Dos är en ort i Mexiko.   Den ligger i kommunen Papantla och delstaten Veracruz, i den sydöstra delen av landet, 220 km nordost om huvudstaden Mexico City. Unión y Progreso Número Dos ligger 176 meter över havet och antalet invånare är 188.
Terrängen runt Unión y Progreso Número Dos är huvudsakligen platt, men norrut är den kuperad. Unión y Progreso Número Dos ligger uppe på en höjd. Runt Unión y Progreso Número Dos är det ganska tätbefolkat, med 179 invånare per kvadratkilometer. Närmaste större samhälle är Poza Rica de Hidalgo, 7,2 km väster om Unión y Progreso Número Dos. Omgivningarna runt Unión y Progreso Número Dos är en mosaik av jordbruksmark och naturlig växtlighet.